# Eric Adère
Eric Adère (20 juni 1963) is een Belgische voormalige atleet, die gespecialiseerd was in het verspringen. Hij werd eenmaal Belgisch kampioen.

## Biografie
In 1985 werd Adère Belgisch kampioen verspringen.
Adère was aangesloten bij Seraing Athlétisme.

## Belgische kampioenschappen
| onderdeel   | jaar |
| ----------- | ---- |
| verspringen | 1985 |

## Persoonlijk record
| Onderdeel   | Prestatie | Datum        | Plaats  |
| ----------- | --------- | ------------ | ------- |
| verspringen | 7,69 m    | 27 juli 1986 | Hannuit |

## Palmares
verspringen
- 1985:  BK AC - 7,60 m
- 1987:  BK indoor AC - 7,21 m